# Élection présidentielle vénézuélienne de 2012
L'élection présidentielle vénézuelienne du 7 octobre 2012 a eu pour objet de permettre l'élection du président du Venezuela. Le président sortant Hugo Chávez est réélu face à cinq candidats, dont Henrique Capriles. Malade, Chávez ne peut prêter serment et meurt le 5 mars 2013.

## Système électoral
Le Venezuela est une démocratie multipartite. Le président de la République est élu au suffrage universel avec un mandat de six ans, renouvelable sans restriction ; l'élection s'effectue au scrutin uninominal majoritaire à un tour.

## Candidats
Le président sortant, Hugo Chávez (Parti socialiste unifié), vise un nouveau mandat. Élu une première fois en 1998, réélu en 2000, puis en 2006, il a annoncé souhaiter deux nouveaux mandats (qui lui permettraient de conserver le pouvoir jusqu'en 2024). À ses adversaires qui l'accusent de souhaiter conserver le pouvoir à tout prix, il répond qu'il reconnaîtra leur victoire électorale si elle advient, et les exhorte à faire de même en retour. Les sondages début 2012 indiquent qu'il bénéfice du soutien d'« un peu plus de 50 % » de la population, notamment parmi les pauvres, qui ont bénéficié de ses politiques sociales, en matière de logement, d'éducation ou de santé. L'opposition, elle, attire l'attention sur un taux de criminalité croissant, ainsi que sur l'inflation,.
Pour éviter la dispersion des voix, les principaux partis d'opposition se sont unis en une Coalition pour l'Unité démocratique (Mesa de la Unidad Democrática), annonçant qu'ils présenteraient un candidat commun. La coalition inclut des partis de droite ou de centre droit (tels Justice d'abord), du centre (Action démocratique, COPEI), et des partis sociaux-démocrates (Un nouveau temps ou encore le Mouvement vers le socialisme, membre de l'Internationale socialiste). Une primaire a lieu le 12 février 2012 pour la désignation de leur candidat conjoint. Selon L'Express, Henrique Capriles, membre du parti Justice d'abord (Primero Justicia) et gouverneur de l'État de Miranda, « fait figure de favori ». Ses concurrents sont Diego Arria (sans étiquette, ancien ambassadeur auprès des Nations unies), María Corina Machado (Justice d'abord), Pablo Pérez Álvarez (Un nouveau temps ; gouverneur de l'État de Zulia), et Pablo Medina (es) . Leopoldo López (Volonté populaire, centriste) s'est retiré de la course fin janvier. Peu avant la primaire, Le Monde remarque des tensions entre les mouvements de la coalition, et les candidats à la candidature. Ainsi Maria Corina, « qui vante haut et fort les mérites du capitalisme, critique la stratégie conciliatrice de Henrique Capriles », tandis que des partisans de Pablo Pérez jugent au contraire que Capriles est trop à droite,,. Finalement, c'est bien Henrique Capriles que la primaire désigne, avec 62 % des voix, malgré des suspicions de fraudes dans l’État de Miranda,.
Henrique Capriles mène une campagne dynamique, que ne peut soutenir Chávez en raison de sa maladie, mais est affaibli par la divulgation de documents élaborés en interne par des dirigeants de la coalition d'opposition et semblant indiquer que celle-ci se destinerait à appliquer un programme économique assez éloigné de ses revendications prononcées devant les électeurs. Le scandale cause la défection de plusieurs membres de la coalition,.

## Résultats
| Inscrits                 | Inscrits                 | Inscrits                                | 18 854 935 |             |  |  |
| Abstentions              | Abstentions              | Abstentions                             | 3 678 682  | 19,51 %     |  |  |
| Votants                  | Votants                  | Votants                                 | 15 176 253 | 80,49 %     |  |  |
|                          |                          |                                         |            |             |  |  |
| Bulletins enregistrés    | Bulletins enregistrés    | Bulletins enregistrés                   | 15 160 289 |             |  |  |
| Bulletins blancs ou nuls | Bulletins blancs ou nuls | Bulletins blancs ou nuls                | 287 550    | 1,9 %       |  |  |
| Suffrages exprimés       | Suffrages exprimés       | Suffrages exprimés                      | 14 872 739 | 98,1 %      |  |  |
|                          |                          |                                         |            |             |  |  |
|                          | Candidat                 | Parti                                   | Suffrages  | Pourcentage |  |  |
|                          | Hugo Chávez              | Grand pôle patriotique                  | 8 191 132  | 55,07 %     |  |  |
|                          | Henrique Capriles        | Coalition pour l'unité démocratique     | 6 591 304  | 44,32 %     |  |  |
|                          | Reina Sequera            | Puissance travailliste                  | 70 567     | 0,47 %      |  |  |
|                          | Luis Reyes               | Organisation authentique renouvelée     | 8 214      | 0,06 %      |  |  |
|                          | María Bolívar            | Parti démocratique d'union pour la paix | 7 378      | 0,05 %      |  |  |
|                          | Orlando Chirinos         | Parti pour le socialisme et la liberté  | 4 144      | 0,03 %      |  |  |

### Analyse
Hugo Chávez est réélu président de la République. Il l'emporte avec une avance de onze points et 1,6 million de voix sur son principal concurrent, Henrique Capriles, qui a reconnu sa défaite dès le soir de l'élection. Cet écart est moins important qu'en 2006, lorsque Chávez l'avait emporté par 62,84 % contre 36,90 % pour Manuel Rosales. Avec un peu plus de 44 % des suffrages exprimés, Capriles obtient le meilleur résultat pour un candidat d'opposition depuis l'arrivée au pouvoir d'Hugo Chávez.
Le président sortant, malgré son recul en termes de pourcentage, a gagné, en raison d'une participation plus forte, plus de 800 000 voix par rapport à 2006. Il est ainsi reconduit pour un quatrième mandat, son troisième sous le régime de la République bolivarienne (le premier mandat, obtenu en 1998, a été écourté par la mise en place de la nouvelle constitution, qui a entrainé l'organisation d'une nouvelle élection présidentielle en 2000). L'annonce des résultats a été saluée par des manifestations de joie des supporters d'Hugo Chávez, qui ont tiré des feux d'artifice dans les rues de Caracas.
La participation, supérieure à 80 % des inscrits, est la plus forte jamais enregistrée pour une consultation électorale au Venezuela. L'élection a été reconnue comme juste et équitable par les observateurs de l'UNASUR dépêchés sur place, ceux-ci déclarant au terme du processus que le pays avait donné « une leçon au monde ». En Europe, plusieurs commentateurs dont le philosophe Michel Onfray, relayés par une campagne sur Twitter, évoquent une possibilité de fraude. Cette théorie est toutefois démentie par les observateurs internationaux présents sur place, qui indiquent que « le processus est parfaitement transparent » et qu'« il n'y a aucune suspicion de fraude »,.

## Suites
L'investiture du président pour son nouveau mandat, qui devait se tenir le 10 janvier 2013, est reportée en raison de son état de santé. Hugo Chávez meurt le 5 mars suivant, sans avoir pu prêter serment. Le vice-président, Nicolás Maduro, nommé peu après la présidentielle, assure l'intérim à la tête du pays, et une nouvelle élection se tient dans les trente jours, élection que Maduro remporte de justesse contre Capriles.